# Demonax alboapicalis
Demonax alboapicalis är en skalbaggsart som beskrevs av Dauber 2008. Demonax alboapicalis ingår i släktet Demonax och familjen långhorningar. Inga underarter finns listade i Catalogue of Life.